# Wormux
Wormux是一个仿照百战天虫设计的炮术游戏，授权协议是自由软件。 Lawrence Azzoug Moy（全名）在2002年12月创立这个项目，当时使用ClanLib，现在是SDL；这个跨平台游戏可在 Windows 和 Unix-like（包括Linux，FreeBSD 和 Mac OS X）系统上运行 ，而且还提供基于GNU/Linux的Live CD镜像下载。

## 游戏玩法
虽没有达到第一个正式版本，已经有大量的武器可以在游戏中见到（炸药，火箭推进榴弹（RPG），棒球棍，瞬间移动等）。游戏角色的风格完全是自由软件吉祥物大集合，现今已有GNU、Tux、KDE、Wilber（GIMP）、BSD小恶魔、OpenOffice.org、Firefox、Thunderbird、Workrave、SPIP、BugZilla、Hexley、NuPIC（NuFW）、PHP、Pidgin、Postfix、Snort及SUSE（至0.9.2版）。Wormux的原始代码和数据都是在自由软件协议GNU General Public License下发布的。
0.8beta1后支持在线游戏。可以多个人在网络中用同一版本玩。内置服务端。
2种模式：私人模式（必须知道另一方的地址和端口）和公共模式（公共服务器连接玩家）。
电脑对手的开发还在起步阶段，非常弱智，新版本有所改进。给队伍起名“AI-stupid”（去掉引号），就能得到一个"非常愚蠢的电脑"——在0.79RC之后可用。

## 其他
- 刺猬战争
- 百战天虫
- 重要开源游戏列表